# 前683年
| 千纪： | 前1千纪 |
| 世纪： | 前8世纪 \| 前7世纪 \| 前6世纪 |
| 年代： | 前710年代 \| 前700年代 \| 前690年代 \| 前680年代 \| 前670年代 \| 前660年代 \| 前650年代 |
| 年份： | 前688年 \| 前687年 \| 前686年 \| 前685年 \| 前684年 \| 前683年 \| 前682年 \| 前681年 \| 前680年 \| 前679年 \| 前678年                                                                            |
| 纪年： | 周莊王十四年 魯莊公十一年 齊桓公三年 晉侯緡二十二年 曲沃武公三十三年 鄭子嬰十一年 宋閔公九年 楚文王七年 衛惠公十七年 秦武公十五年 陳宣公十年 蔡哀侯十二年 燕庄公八年 曹庄公十九年 杞靖公二十一年 |

## 大事记
- 宋國報復去歲乘丘之戰，再攻鲁国，鲁庄公率军在鄑（今山东省汶上县一带）击败宋国军队的作战。
- 鲁国釋放南宮長萬返回宋国，
- 宋国大水。
- 雅典執政官任期，由十年（前752年）改為一年，席次增為九人。